# Klaus-Dieter Kurrat
Klaus-Dieter Kurrat (ur. 16 stycznia 1955 w Nauen) – niemiecki lekkoatleta sprinter reprezentujący Niemiecką Republikę Demokratyczną, medalista olimpijski z 1976 z Montrealu.

## Kariera zawodnicza
Kurrat zdobył złote medale w biegach na 100 metrów i na 200 metrów oraz w sztafecie 4 × 100 metrów na mistrzostwach Europy juniorów w 1973 w Duisburgu.
Na igrzyskach olimpijskich w 1976 w Montrealu zajął 7. miejsce w finale biegu na 100 metrów, a sztafeta 4 × 100 metrów NRD w składzie Manfred Kokot, Jörg Pfeifer, Kurrat i Alexander Thieme zdobyła srebrny medal (za sztafetą Stanów Zjednoczonych) z czasem 38,66 s, który był nowym rekordem NRD. Na halowych mistrzostwach Europy w 1977 w San Sebastián Kurrat zajął 4. miejsce w biegu na 60 metrów, a na halowych mistrzostwach Europy w 1979 w Wiedniu był piąty w tej konkurencji. 9 lipca 1980 w Berlinie był członkiem sztafety 4 × 100 metrów, która poprawiła rekord NRD wynikiem 38,56 (biegli w niej Sören Schlegel, Pfeifer, Kurrat i Thomas Munkelt). Wystąpił na igrzyskach olimpijskich w 1980 w Moskwie w biegu na 100 metrów, ale odpadł w ćwierćfinale.
Kurrat był mistrzem NRD na 100 metrów w 1975 i 1976, a wicemistrzem w 1979, także mistrzem na 200 metrów w 1976, wicemistrzem w 1975 oraz brązowym medalistą w 1978 i 1978. Zdobył również mistrzostwo NRD w sztafecie 4 × 100 metrów w latach 1974–1976, wicemistrzostwo w 1977 i brązowy medal w 1978 i 1981. W hali był mistrzem NRD na 50 metrów w 1976 i 1977, na 60 metrów mistrzem w 1978 i wicemistrzem w 1980, a także mistrzem na 100 jardów w 1979 oraz wicemistrzem na 100 metrów w 1976 i 1977.
Mąż olimpijki gimnastyczki Kerstin Gerschau. Po zakończeniu kariery zawodnika pracował jako trener.

## Rekordy życiowe
| Konkurencja               | Data i miejsce                | Wynik |
| ------------------------- | ----------------------------- | ----- |
| bieg na 50 metrów (hala)  | 6 marca 1977, Berlin          | 5,74  |
| bieg na 60 metrów (hala)  | 19 lutego 1977, Sofia         | 6,62  |
| bieg na 100 jardów (hala) | 18 lutego 1979, Senftenberg   | 9,57  |
| bieg na 100 metrów        | 6 lipca 1976, Karl-Marx-Stadt | 10,22 |
| bieg na 100 metrów (hala) | 14 stycznia 1976, Berlin      | 10,34 |
| bieg na 200 metrów        | 20 sierpnia 1976, Warszawa    | 20,80 |